# Cintractia limitata
Cintractia limitata är en svampart som beskrevs av G.P. Clinton 1904. Cintractia limitata ingår i släktet Cintractia och familjen Anthracoideaceae.   Inga underarter finns listade i Catalogue of Life.